# Camps-en-Amiénois
Pour les articles homonymes, voir Camps.
Camps-en-Amiénois est une commune française située dans le département de la Somme en région Hauts-de-France.

## Géographie

### Localisation

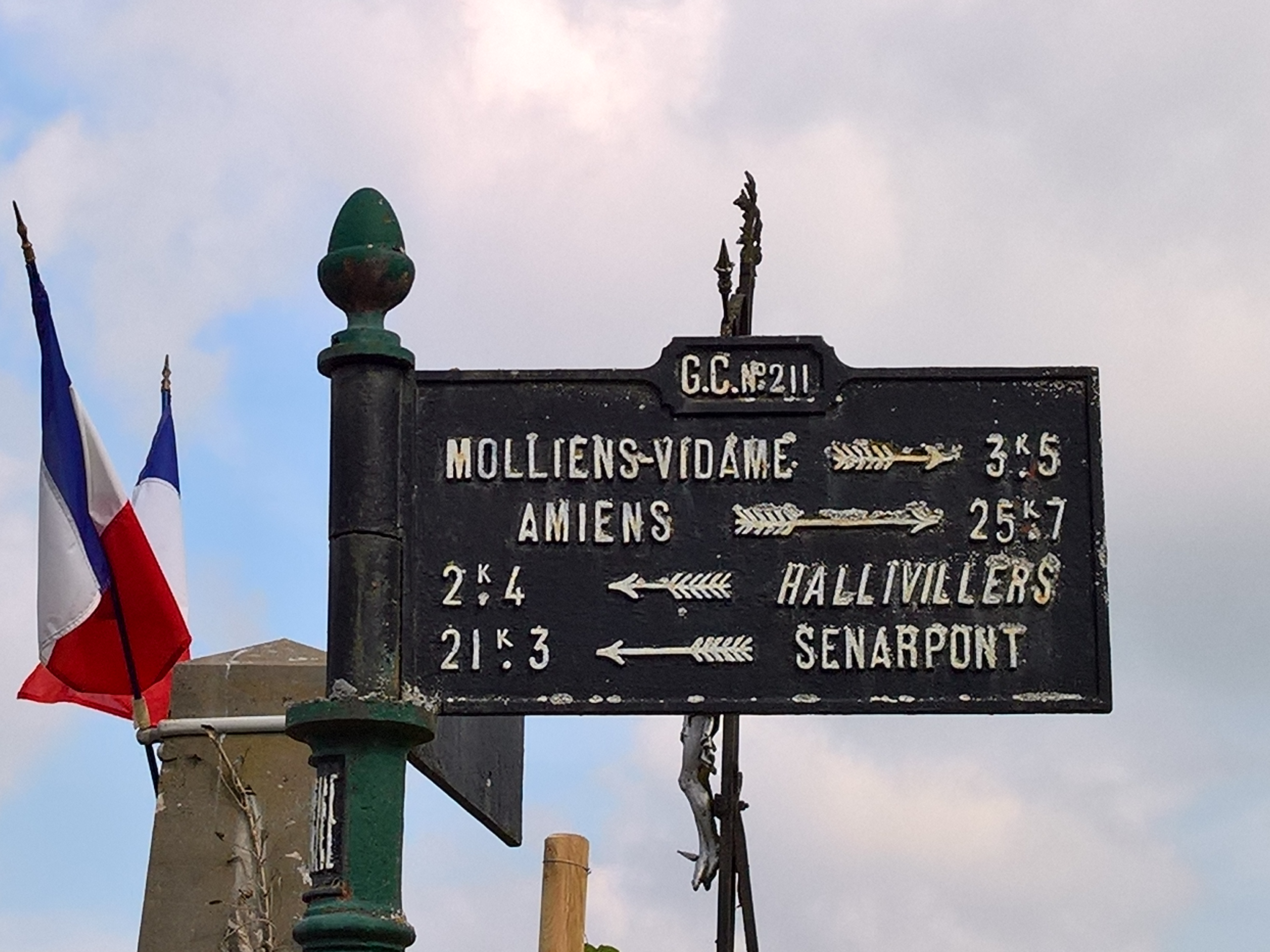
Plaque de cocher, près du monument aux morts.

Camps-en-Amiénois est un village picard proche du Vimeu.
À vol d'oiseau, la localité est située à 10 km au sud d'Airaines, 23 km à l'ouest d'Amiens, 27 km au sud-est d'Abbeville et à 50 km au nord-ouest de Beauvais.
Le territoire de la commune est limitrophe de ceux de cinq communes.
Les communes limitrophes sont  Hornoy-le-Bourg, Molliens-Dreuil, Montagne-Fayel, Méricourt-en-Vimeu et Warlus.

### Hydrographie
La commune est située dans le bassin Artois-Picardie. Elle n'est drainée par aucun cours d'eau.

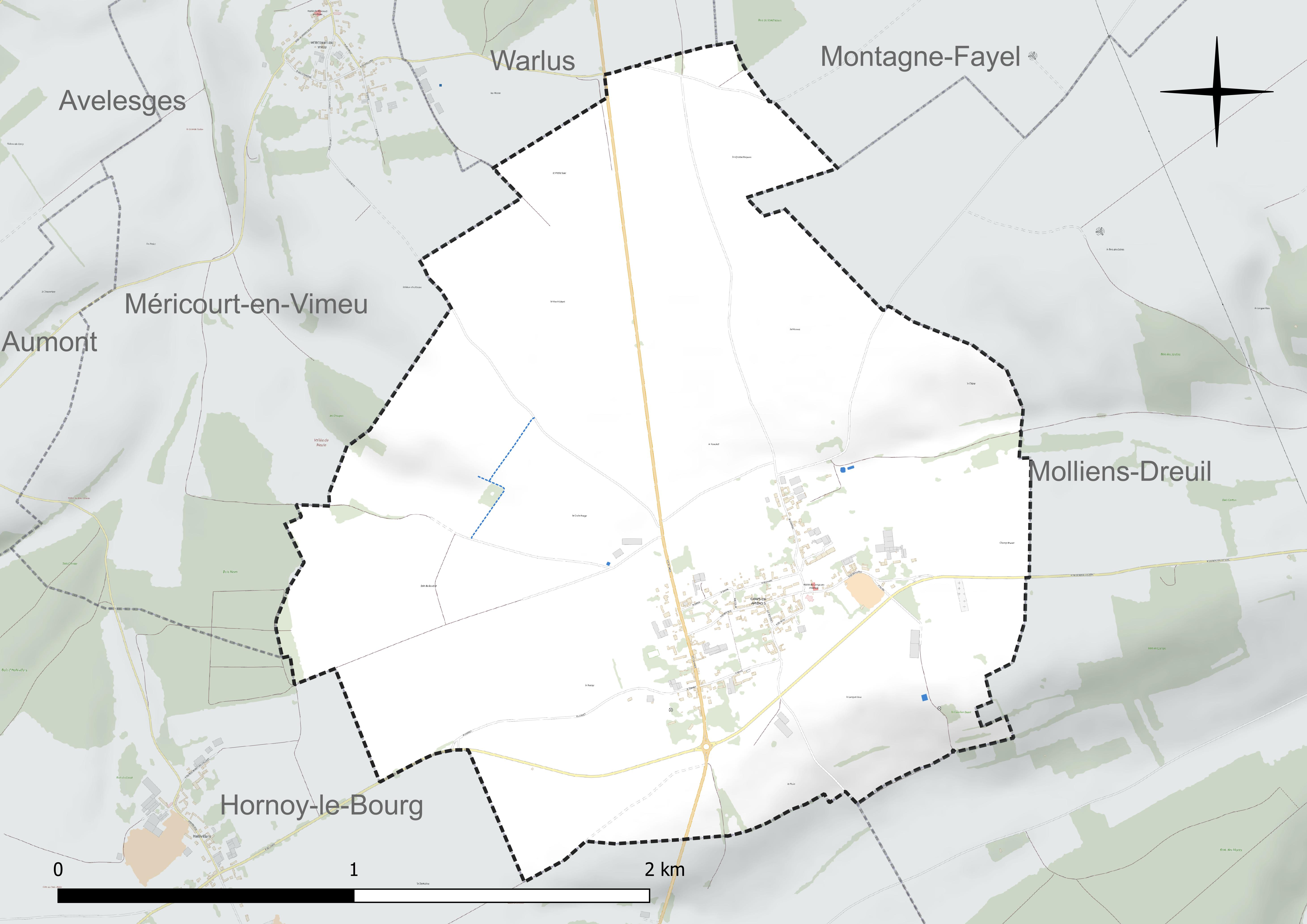
Réseau hydrographique de Camps-en-Amiénois.

### Climat
Pour des articles plus généraux, voir Climat des Hauts-de-France et Climat de la Somme.
En 2010, le climat de la commune est de type climat océanique dégradé des plaines du Centre et du Nord, selon une étude du CNRS s'appuyant sur une série de données couvrant la période 1971-2000. En 2020, Météo-France publie une typologie des climats de la France métropolitaine dans laquelle la commune est exposée à un climat océanique et est dans la région climatique Côtes de la Manche orientale, caractérisée par un faible ensoleillement (1 550 h/an) ; forte humidité de l'air (plus de 20 h/jour avec humidité relative > 80 % en hiver), vents forts fréquents.
Pour la période 1971-2000, la température annuelle moyenne est de 10,2 °C, avec une amplitude thermique annuelle de 14,1 °C. Le cumul annuel moyen de précipitations est de 747 mm, avec 12 jours de précipitations en janvier et 8,5 jours en juillet. Pour la période 1991-2020, la température moyenne annuelle observée sur la station météorologique la plus proche, située sur la commune d'Oisemont à 17 km à vol d'oiseau, est de 11,1 °C et le cumul annuel moyen de précipitations est de 801,4 mm,. Pour l'avenir, les paramètres climatiques de la commune estimés pour 2050 selon différents scénarios d'émission de gaz à effet de serre sont consultables sur un site dédié publié par Météo-France en novembre 2022.

## Urbanisme

### Typologie
Au 1er janvier 2024, Camps-en-Amiénois est catégorisée commune rurale à habitat dispersé, selon la nouvelle grille communale de densité à sept niveaux définie par l'Insee en 2022.
Elle est située hors unité urbaine. Par ailleurs la commune fait partie de l'aire d'attraction d'Amiens, dont elle est une commune de la couronne,. Cette aire, qui regroupe 369 communes, est catégorisée dans les aires de 200 000 à moins de 700 000 habitants,.

### Occupation des sols
L'occupation des sols de la commune, telle qu'elle ressort de la base de données européenne d'occupation biophysique des sols Corine Land Cover (CLC), est marquée par l'importance des territoires agricoles (92,1 % en 2018), une proportion identique à celle de 1990 (92,1 %). La répartition détaillée en 2018 est la suivante : 
terres arables (72,2 %), prairies (19,9 %), zones urbanisées (7 %), forêts (0,8 %). L'évolution de l'occupation des sols de la commune et de ses infrastructures peut être observée sur les différentes représentations cartographiques du territoire : la carte de Cassini (XVIIIe siècle), la carte d'état-major (1820-1866) et les cartes ou photos aériennes de l'IGN pour la période actuelle (1950 à aujourd'hui).

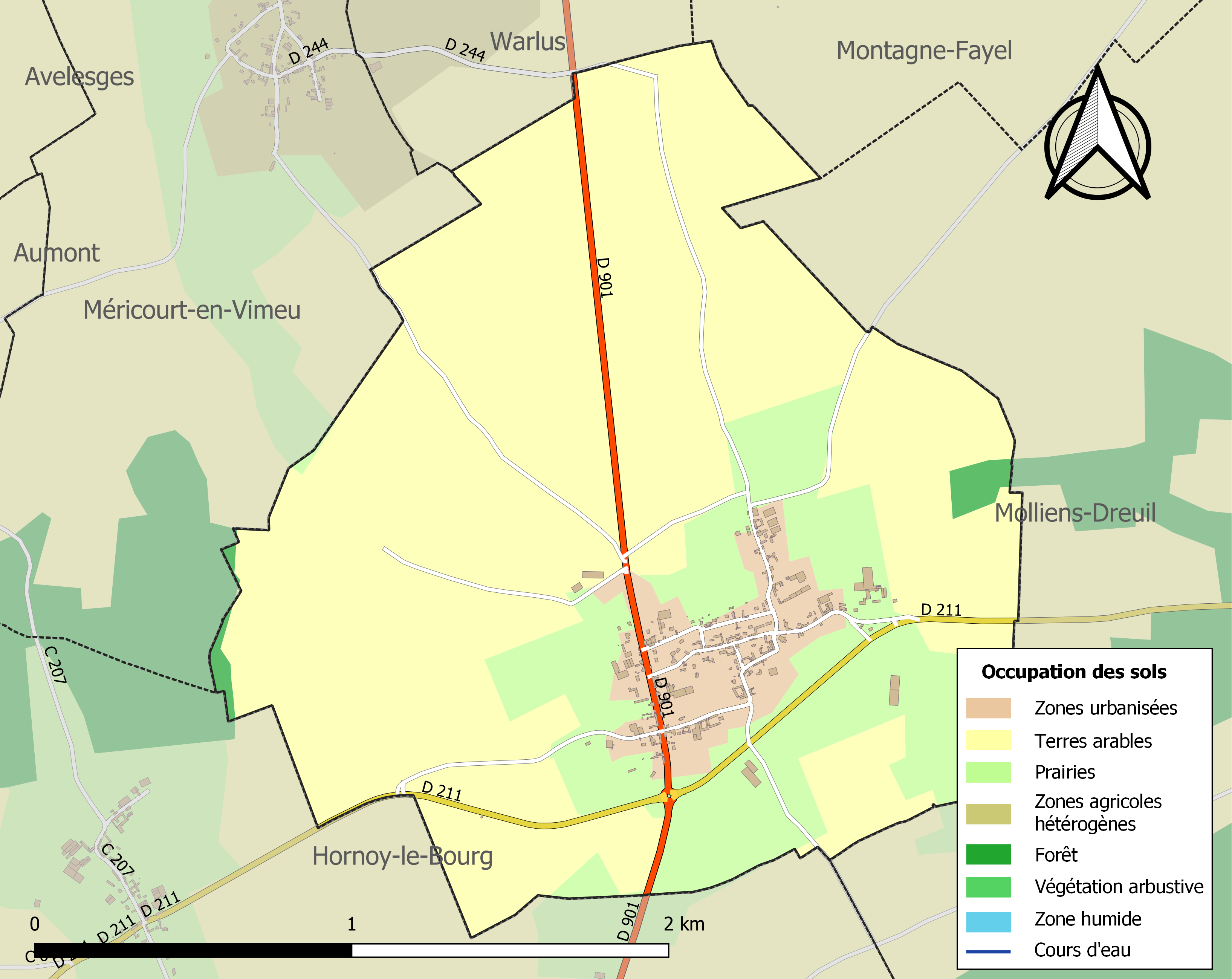
Carte des infrastructures et de l'occupation des sols de la commune en 2018 (CLC).

### Hameaux et lieux-dits
Les « Carrières du Rel » ou la « Carrière Durel », au sud-est du village, juste au-delà de la route départementale D 211. Sa « bonne pierre » aurait été utilisée pour la réalisation par Nicolas Blasset, en 1635-1636, des statues et de l'architecture de l'autel de la chapelle Saint-Sébastien de la cathédrale Notre-Dame d'Amiens,.

### Voies de communication et transports
Il est desservi par le tracé initial de l'ex-RN 1 (actuelle RD 901) et la RD 211 qui le relie à Amiens, d'une part, et à la vallée de la Bresle, d'autre part. L'Autoroute A29 (France) passe non loin.
La localité est desservie par la ligne d'autocars no 4 (Blangy-sur-Bresle - Amiens) du réseau Trans'80, Hauts-de-France, chaque jour de la semaine sauf le dimanche et les jours fériés.

## Toponymie
Le nom de la localité est attesté sous les formes de Campis en 1154 ; Cans en 1169 ; Campi en 1301 ; Cans-en-Aminois en 1301 ; Camps-en-Amienois en 1507 ; Camps-en-Amyenois en 1567 ; Champs-en-Ammienois en 1648 ; Calaminoy en 1710 ; Camps-en-Amiennois en 1757 ; Camps-l'Amiennois en 1801.
Du pluriel de l'oïl picard camp « champ ».
L'Amiénois est un pays de Picardie, qui occupe aujourd'hui le milieu du département de la Somme.

## Histoire
La paroisse de Camps-en-Amiénois ne serait pas antérieure au XIe siècle, puisque dédiée à saint Nicolas dont le culte ne se répandit en France qu'à cette époque.
Un prieuré y existait, qui dépendait avec six autres, de l'abbaye Saint-Michel du Tréport. Fondé en 1136 par le seigneur du lieu, Raoul d'Airaines qui donne à l'abbaye, pour le repos de son âme et de celles de ses ancêtres, le quart de la petite ville de Camps-en-Amiénois et l'église du lieu. L'ensemble de cette donation constituera le quatrième prieuré de l'abbaye. Ce prieuré bénédictin était dédié à saint Jean-Baptiste. il possédait hormis les dîmes, quelques cens et 72 journaux de terre.
Lors de la Guerre de Cent Ans, le 20 août 1346, Camps-en-Amiénois voit le passage des troupes anglaises d'Édouard III, qui viennent de piller et d'incendier Poix-de-Picardie le même jour. Une escarmouche avec l'avant-garde française y a lieu ainsi qu'à Molliens. Cette « chevauchée » les amènera à trouver le Gué de Blanquetaque sur la Somme, leur donnant accès à Crécy-en-Ponthieu pour la bataille de Crécy
Le village, étape sur la route reliant Paris à Calais (entre Beauvais et Abbeville), disposait d'un relais de poste.
En 1680, le roi Louis XIV entreprend de visiter (avec la reine Marie-Thérèse d'Autriche, le Dauphin et la Dauphine, et toute une suite composée du duc d'Orléans, son épouse et « tous les plus grands princes de France » ) « le pays conquis de Flandre ». Il part le 13 juillet, dort à Beaumont-sur-Oise, passe la nuit suivante à Beauvais, puis celle du 15 au 16 à Poix-de-Picardie. Le 16 à midi, il mange dans le village (qui sera noté par erreur,
  « Calaminoy ») avant d'atteindre Abbeville le soir.
En 1728, un voyageur (parti de Paris pour aller à Londres) traverse le village aux maisons faites en torchis et note que Calaminoy est « bâti de bauge ».
Le 18 avril 1832, la deuxième pandémie de choléra atteint le village.
Peu avant 1900, une violente tempête fait tomber le clocher de l'église et cause des ravages dans les villages des environs (Pernois, Canaples, Hangest-sur-Somme, Airaines, Métigny, Soues).

### Les Hospitaliers
Dès 1141, les moines du Tréport s'accordent avec les frères de l'ordre de l'Hôpital-Saint-Jean de Jérusalem pour le partage des revenus de la terre et de l'église de Camps-en-Amiénois. Les frères auront la moitié de tout ce que l'abbaye y possède et les moines auront la moitié de tout ce que les Hospitaliers pourront recevoir dans la paroisse.
La commanderie des Hospitaliers de l'ordre de Saint-Jean de Jérusalem, à Saint-Maulvis, qui détenait une partie de la seigneurie de Camps, était particulièrement exigeante puisque, selon l'article 3 de sa  coutume , elle revendiquait le droit exclusif, sur les 22 paroisses sur lesquelles elle avait autorité, de « pourvoir en ménétriers et harolleurs ». C'est ainsi qu'aucun musicien ou joueur d'instrument extérieur à leur ordre ne pouvait jouer à l'église ou faire danser la population lors de la fête patronale.

### Première Guerre mondiale
En décembre 1916, un régiment allié terre-neuvien (le Royal Newfoundland Regiment) se repose et passe Noël dans la localité, après avoir subi de lourdes pertes en octobre à Gueudecourt et avant de repartir vers la mi-janvier pour combattre sur le front, dans les tranchées du Transloy,. Arrivés le 15 décembre, les soldats repartent le 11 janvier 1917 avant de revenir onze semaines plus tard, pour un nouveau séjour qui se terminera le 28 mars.
Le 14 avril 1918, Camps est traversé par de très importants convois de véhicules, venus de Poix et à destination de Longpré, avec des troupes afin de constituer l'armée de Belgique

### Seconde Guerre mondiale
Lors de la Bataille de France, le 24 mai 1940, un bataillon du régiment blindé britannique, débarqué à Cherbourg quatre jours plus tôt, le Queen's Bays Royal Armoured Corps (ayant reçu la mission, après la prise d'Amiens par les Allemands, de défendre le passage entre Dreuil et Picquigny) arrive à Camps-en-Amiénois à une heure et demie du matin.
Entre le 29 mai et les tout premiers jours de juin, le 75e GRDI (Groupe de reconnaissance de division d'infanterie) a l'ordre de se regrouper à Camps-en-Amiénois pour en assurer la défense, mais ne peut remplir sa mission et doit se replier sur Hornoy-le-Bourg puis vers Neufchâtel.

## Politique et administration

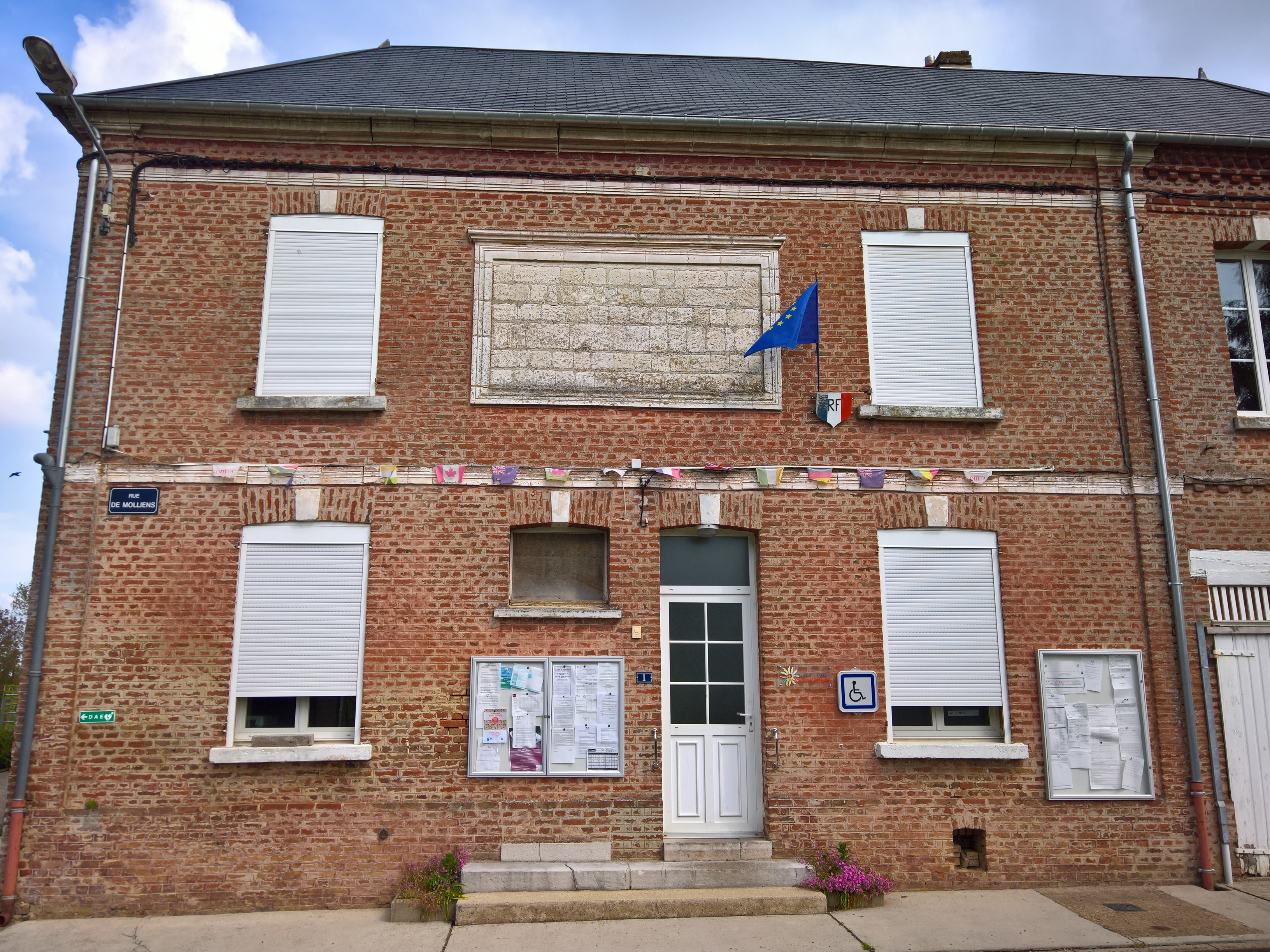
Façade de la mairie.

### Rattachements administratifs et électoraux
La commune se trouve dans l'arrondissement d'Amiens du département de la Somme. Pour l'élection des députés, elle fait partie depuis 2012 de la troisième circonscription de la Somme.
Elle faisait partie depuis 1793 du canton de Molliens-Dreuil. Dans le cadre du redécoupage cantonal de 2014 en France, la commune est intégrée au canton d'Ailly-sur-Somme.

### Intercommunalité
La commune était membre de la communauté de communes du Sud-Ouest Amiénois (CCSOA), créée en 2004.
Dans le cadre des dispositions de la loi portant nouvelle organisation territoriale de la République du 7 août 2015, qui prévoit que les établissements publics de coopération intercommunale (EPCI) à fiscalité propre doivent avoir un minimum de 15 000 habitants, la préfète de la Somme propose en octobre 2015 un projet de nouveau schéma départemental de coopération intercommunale (SDCI) qui prévoit la réduction de 28 à 16 du nombre des intercommunalités à fiscalité propre du département.
Ce projet prévoit la « fusion des communautés de communes du Sud-Ouest Amiénois, du Contynois et de la région d'Oisemont », le nouvel ensemble de 37 412 habitants regroupant 120 communes,. À la suite de l'avis favorable de la commission départementale de coopération intercommunale en janvier 2016, la préfecture sollicite l'avis formel des conseils municipaux et communautaires concernés en vue de la mise en œuvre de la fusion.
La communauté de communes Somme Sud-Ouest (CC2SO), dont est désormais membre la commune, est ainsi créée au 1er janvier 2017.

### Liste des maires
| Période                                  | Période                      | Identité       | Étiquette | Qualité                          |
| ---------------------------------------- | ---------------------------- | -------------- | --------- | -------------------------------- |
| Les données manquantes sont à compléter. |                              |                |           |                                  |
| mars 2001                                | septembre 2010,              | Pierre Buchart | SE        | agriculteur Décédé en fonction   |
| 2010                                     | En cours (au 8 octobre 2020) | Linda Bon      | EXG       | Réélue pour le mandat 2020-2026, |

## Population et société

### Démographie
L'évolution du nombre d'habitants est connue à travers les recensements de la population effectués dans la commune depuis 1793. Pour les communes de moins de 10 000 habitants, une enquête de recensement portant sur toute la population est réalisée tous les cinq ans, les populations de référence des années intermédiaires étant quant à elles estimées par interpolation ou extrapolation. Pour la commune, le premier recensement exhaustif entrant dans le cadre du nouveau dispositif a été réalisé en 2006.

En 2022, la commune comptait 183 habitants, en évolution de −1,08 % par rapport à 2016 (Somme : −1,26 %, France hors Mayotte : +2,11 %).
| 1793 | 1800 | 1806 | 1821 | 1831 | 1836 | 1841 | 1846 | 1851 |
| ---- | ---- | ---- | ---- | ---- | ---- | ---- | ---- | ---- |
| 475  | 463  | 495  | 571  | 569  | 573  | 521  | 540  | 514  |

| 1856 | 1861 | 1866 | 1872 | 1876 | 1881 | 1886 | 1891 | 1896 |
| ---- | ---- | ---- | ---- | ---- | ---- | ---- | ---- | ---- |
| 462  | 451  | 454  | 431  | 400  | 384  | 356  | 338  | 314  |

| 1901 | 1906 | 1911 | 1921 | 1926 | 1931 | 1936 | 1946 | 1954 |
| ---- | ---- | ---- | ---- | ---- | ---- | ---- | ---- | ---- |
| 311  | 303  | 293  | 248  | 254  | 229  | 218  | 199  | 214  |

| 1962 | 1968 | 1975 | 1982 | 1990 | 1999 | 2006 | 2011 | 2016 |
| ---- | ---- | ---- | ---- | ---- | ---- | ---- | ---- | ---- |
| 219  | 188  | 179  | 161  | 169  | 165  | 168  | 176  | 185  |

| 2021 | 2022 | - | - | - | - | - | - | - |
| ---- | ---- | - | - | - | - | - | - | - |
| 185  | 183  | - | - | - | - | - | - | - |

### Enseignement
L'enseignement élémentaire dépend de l'inspection académique de la Somme.
En matière de vacances scolaires, Camps-en-Amiénois est en zone B.

## Culture locale et patrimoine

### Lieux et monuments
- Église Saint-Nicolas[52],[53], dont le portail (seul vestige de l'ancien édifice) est inscrit aux Monuments Historiques[54]. La « main pendante bénissant de deux doigts » ornant en haut-relief le tympan du portail (mentionnée par l'abbé Daire en 1850[23]) est de nos jours en partie cachée par un autre représentant un groupe de quatre personnages (les Évangélistes[55]), autour d'une table basse (ou écritoire sur pieds). Les deux à l'arrière-plan sont debout, et les deux assis à l'avant ont chacun un livre ouvert. Le personnage de gauche tient son livre pressé contre sa poitrine et celui de droite montre du doigt quelque chose sur le sien posé sur l'écritoire. Des traces de peinture sont encore nettement visibles sur les vêtements des deux personnages du fond.

À l'intérieur de l'édifice, une statue de saint Éloi a été répertoriée.
S'y trouvent aussi la statue de la Vierge de Pitié, en pierre calcaire polychrome et dorée (provenant de la chapelle Saint-Milfort), deux statues grandeur nature, en bois, représentant saint Jean-Baptiste et saint Nicolas et installées de part et d'autre du maître-autel, et une de la Vierge à l'Enfant, en pierre calcaire badigeonnée en blanc.

L'église Saint-Nicolas
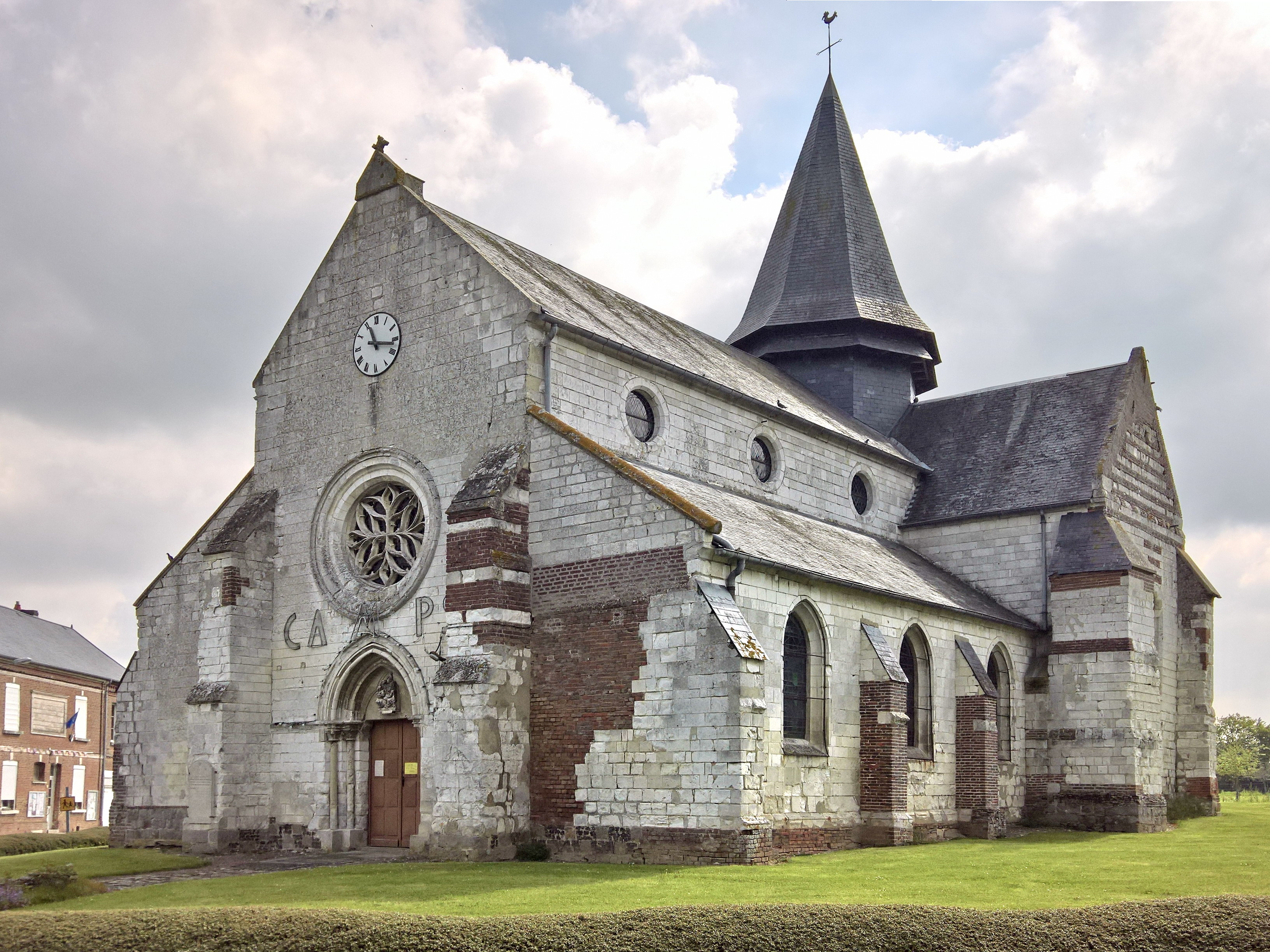
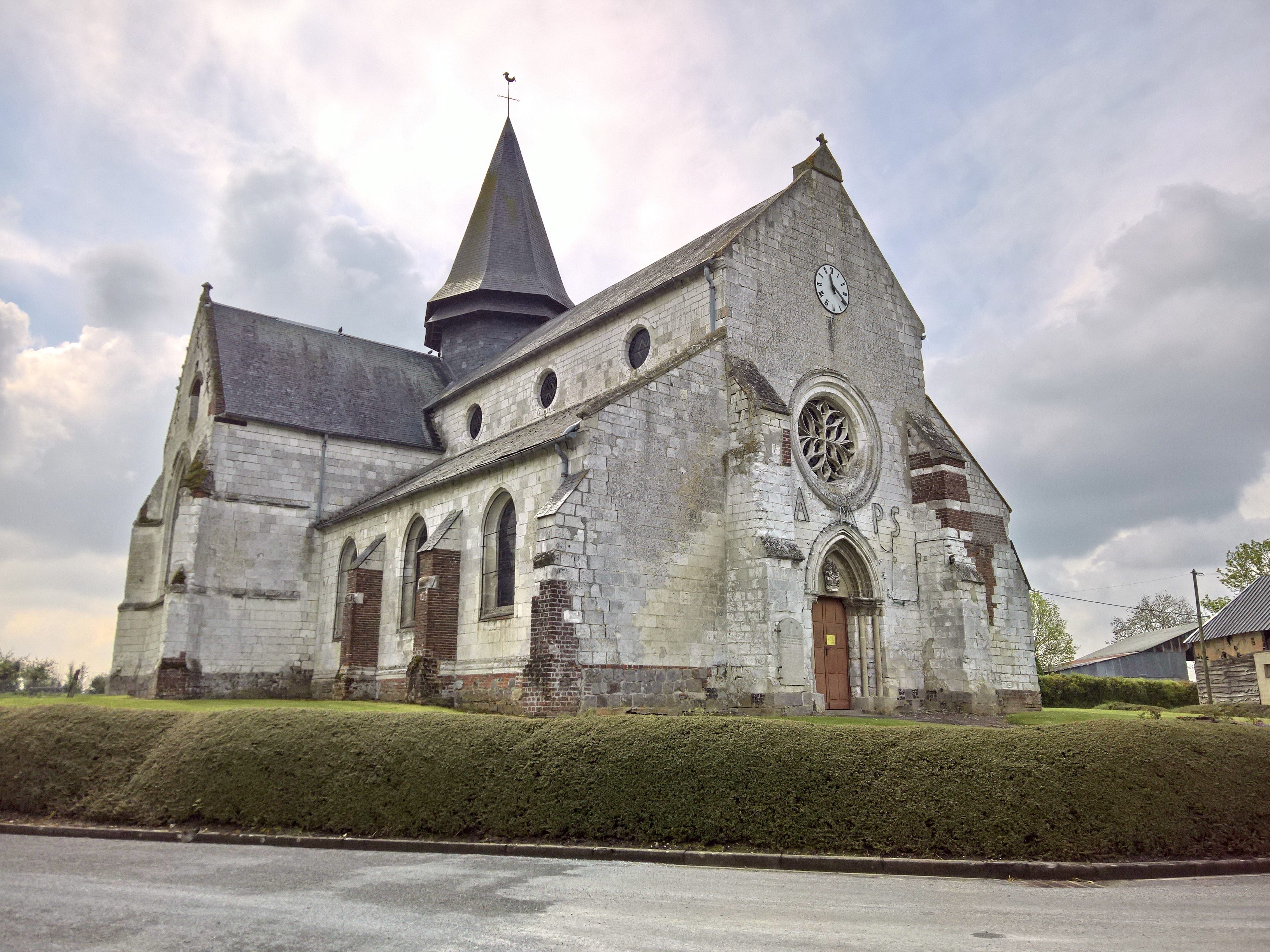
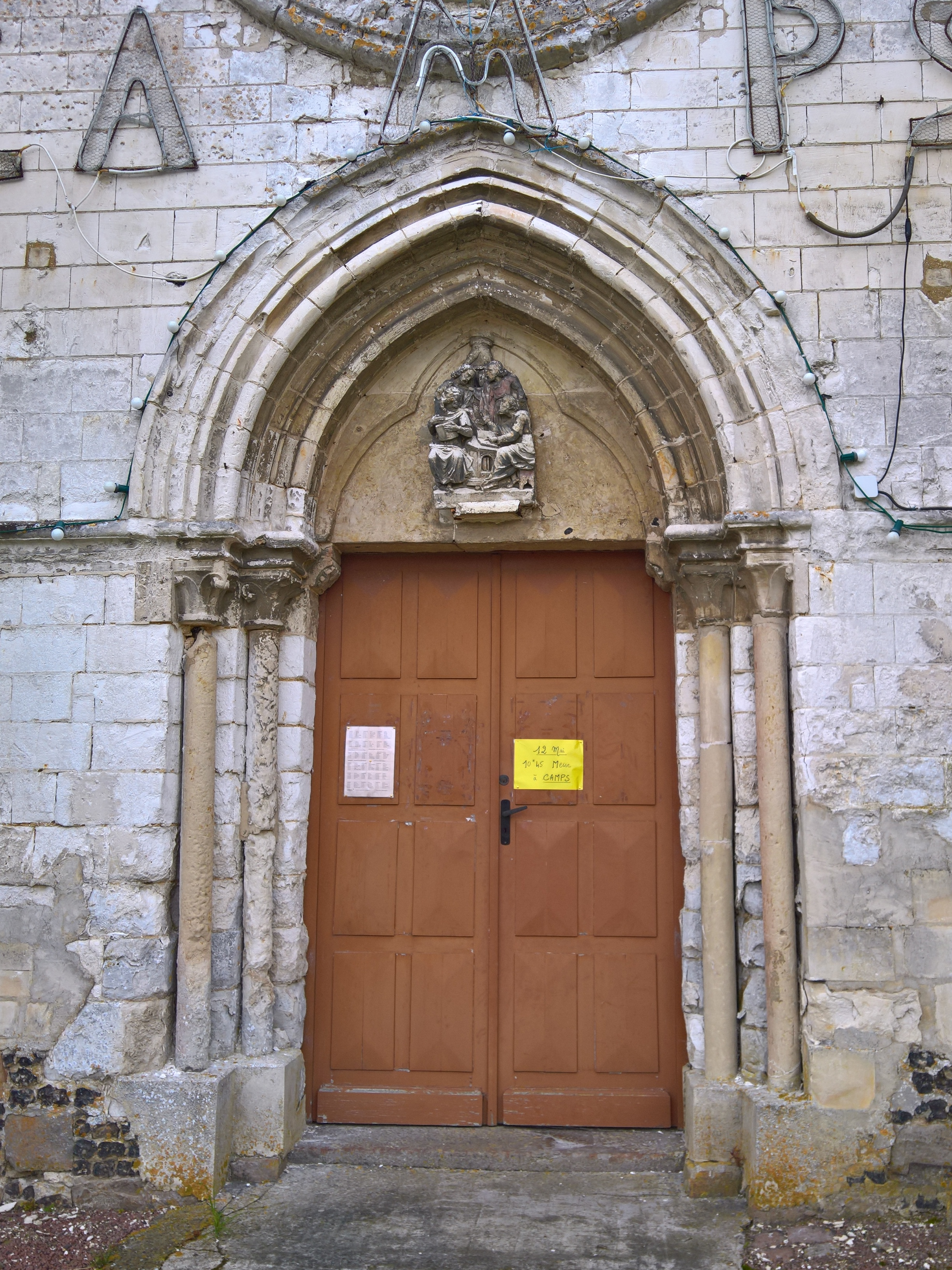
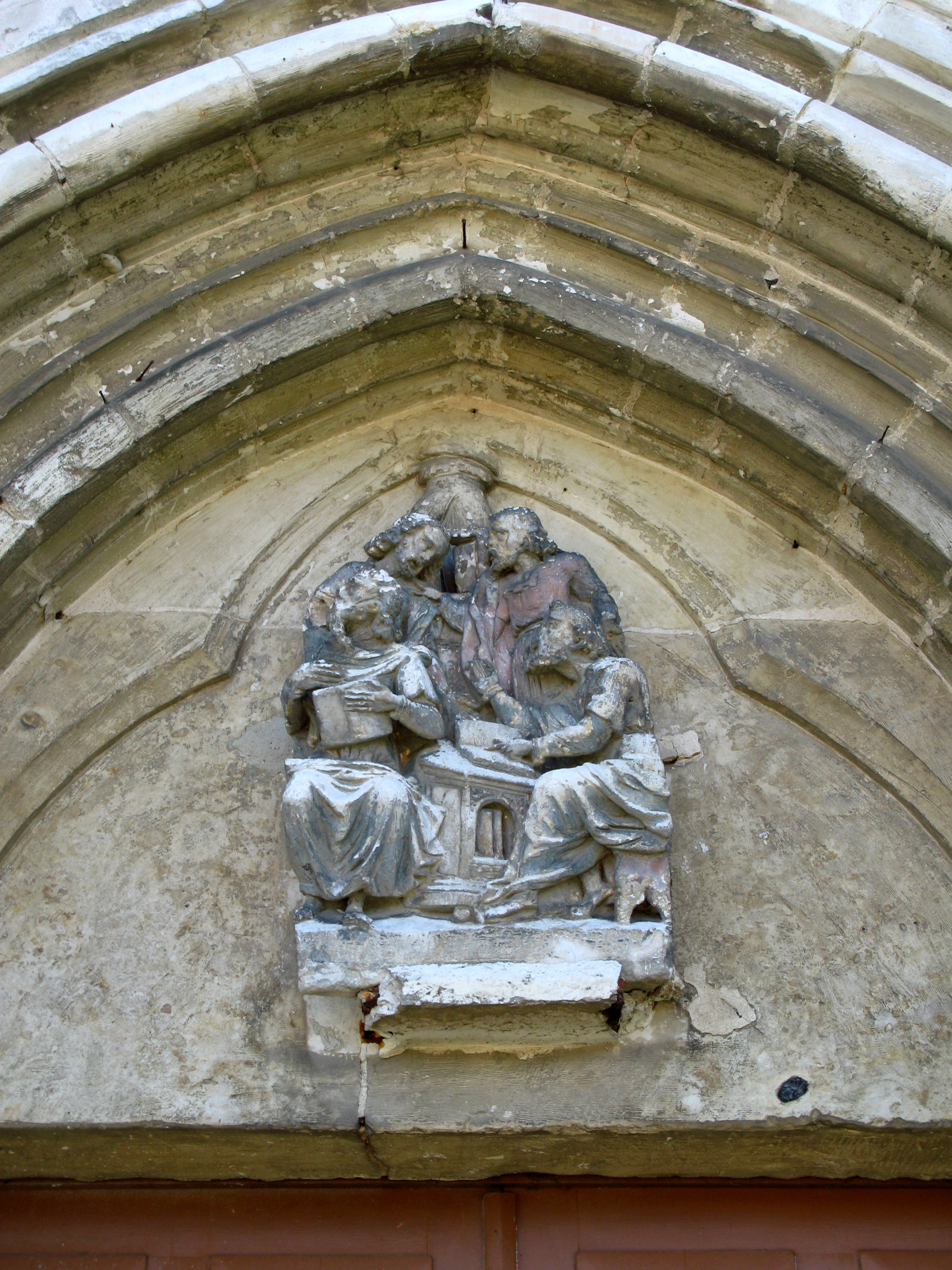
Le tympan avec les 4 Évangélistes.

- Le château de Camps, construit à la fin du XVIIIe siècle sur l'actuelle route de Paris est un témoignage important de l'architecture en briques et pierres en Picardie dont l'appareillage des façades reste remarquable. La demeure fut momentanément transformée au XIXe siècle en relais de Poste-aux-Chevaux, ce qui permit à Victor Hugo d'y dormir lors d'un voyage dans le Nord de la France. Plusieurs familles illustres se sont succédé au château, parmi lesquelles peuvent être citées les familles Dupont, Merlen, Delamorlière, Caix de Rembures et, plus récemment, le Marquis Onfray (des Marquis Onfray de la Métairie).
- Chapelle Saint-Milfort[59], située à quelques centaines de mètres de l'église, au sud du village, jadis sur le bord est de la route principale Paris-Calais, mais de nos jours un peu à l'écart depuis la suppression d'une courbe de cette départementale D 901.

Cette chapelle, autrefois dite « de l'Ecce homo », après avoir été dévastée en 1793 puis un temps abandonnée, fut restaurée mais changea alors de Vocable selon le souhait du « pieux ermite surnommé le Petit Chapelain », initiateur de la remise en état. Cette modification votive de l'édifice (justifiée par la dévotion particulière des villageois qui avaient coutume de se rendre à la Bouvaque, à Abbeville, pour demander dans leurs prières l'intercession de « saint Millefort » pour des enfants malades) fut officialisée par la mise en place d'une statue du saint à côté de l'ancienne de Notre-Dame des Sept Douleurs. La chapelle devint alors l'objet d'un pèlerinage attractif pour les maladies infantiles comme en témoigne le nombre des ex-voto fixés à ses murs. Et chaque année, le cinquième dimanche après Pâques, cet oratoire fut le but d'une procession, lors de laquelle huit cultivateurs portaient solennellement la statue du saint depuis l'église.

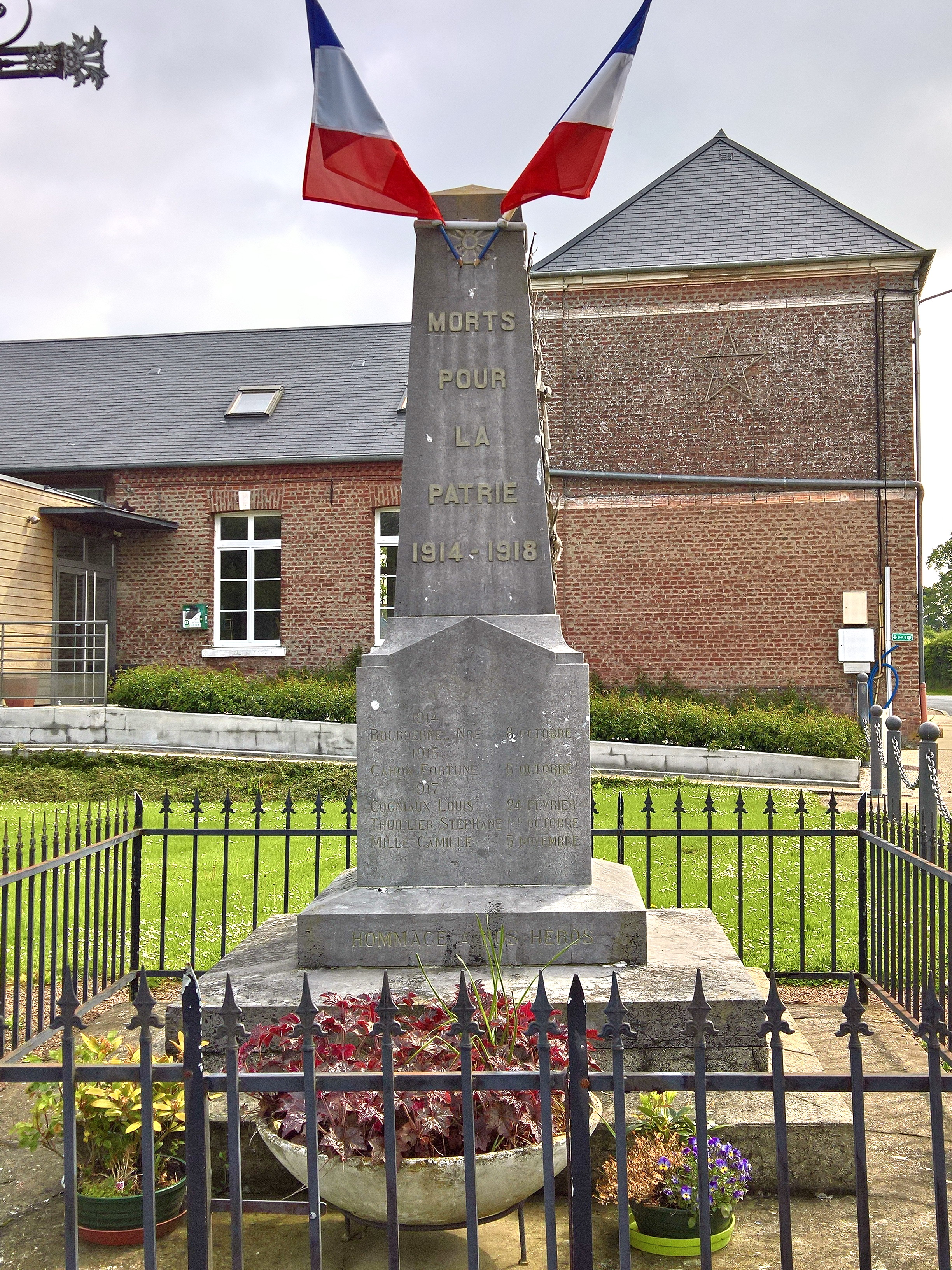
Le monument aux morts.

- Monument aux morts[61] qui mentionne cinq noms de soldats tués lors de la Première Guerre mondiale.
- Ancien château, à l'emplacement duquel auraient été trouvés, avant 1850, « deux sceaux en cuivre du XIVe siècle, l'un de forme ronde au nom de Luc le Barbier, l'autre de forme ovale au nom de Mahaut de Cernai » qui furent offerts au Musée de Picardie[62].

### Personnalités liées à la commune
- En 1582, Antoine de Belleval, seigneur d'Aigneville et de Camps-en-Amiénois, est tué en duel, mais l'identité de son adversaire n'est pas passée à la postérité[63].

- Marand de Bailleul (né à Camps-en Amiénois, décédé en 1586). À la suite de l'édit de 1566 du roi Charles IX ordonnant à toute église collégiale de plus de 10 chanoines de financer « l'instruction de la jeunesse aux belles lettres et à la religion catholique, apostolique et romaine », il fut le premier principal du collège d'Abbeville, nommé le 17 décembre 1566[64].

### Héraldique
|  | Les armes de la commune se blasonnent ainsi : d'argent à l'aigle au vol abaissé de sable. |